# Colpotrochia interrupta
Colpotrochia interrupta är en stekelart som beskrevs av Setsuya Momoi 1966. Colpotrochia interrupta ingår i släktet Colpotrochia och familjen brokparasitsteklar. Inga underarter finns listade i Catalogue of Life.